# Kolossalordnung

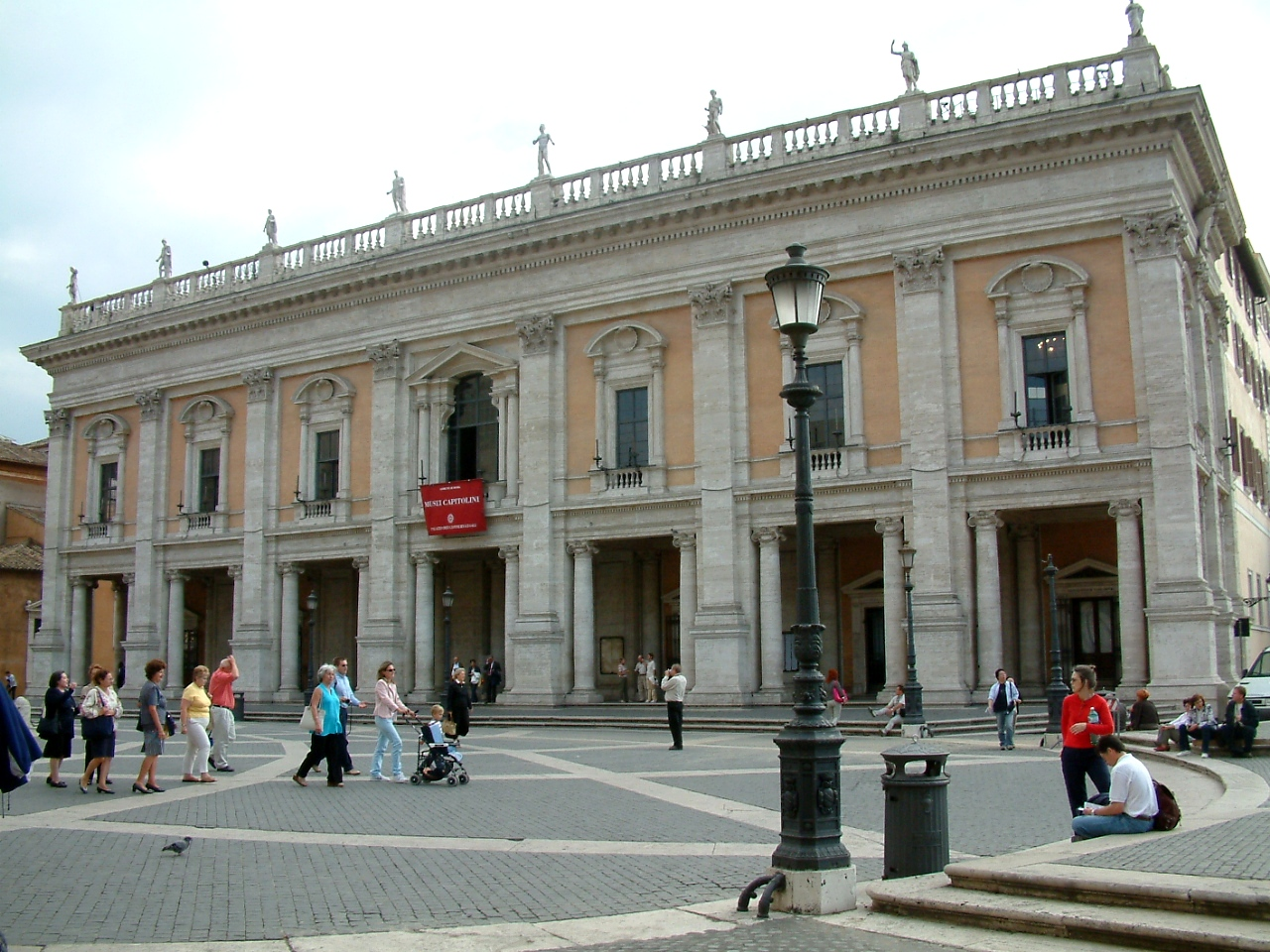
Konservatorenpalast in Rom

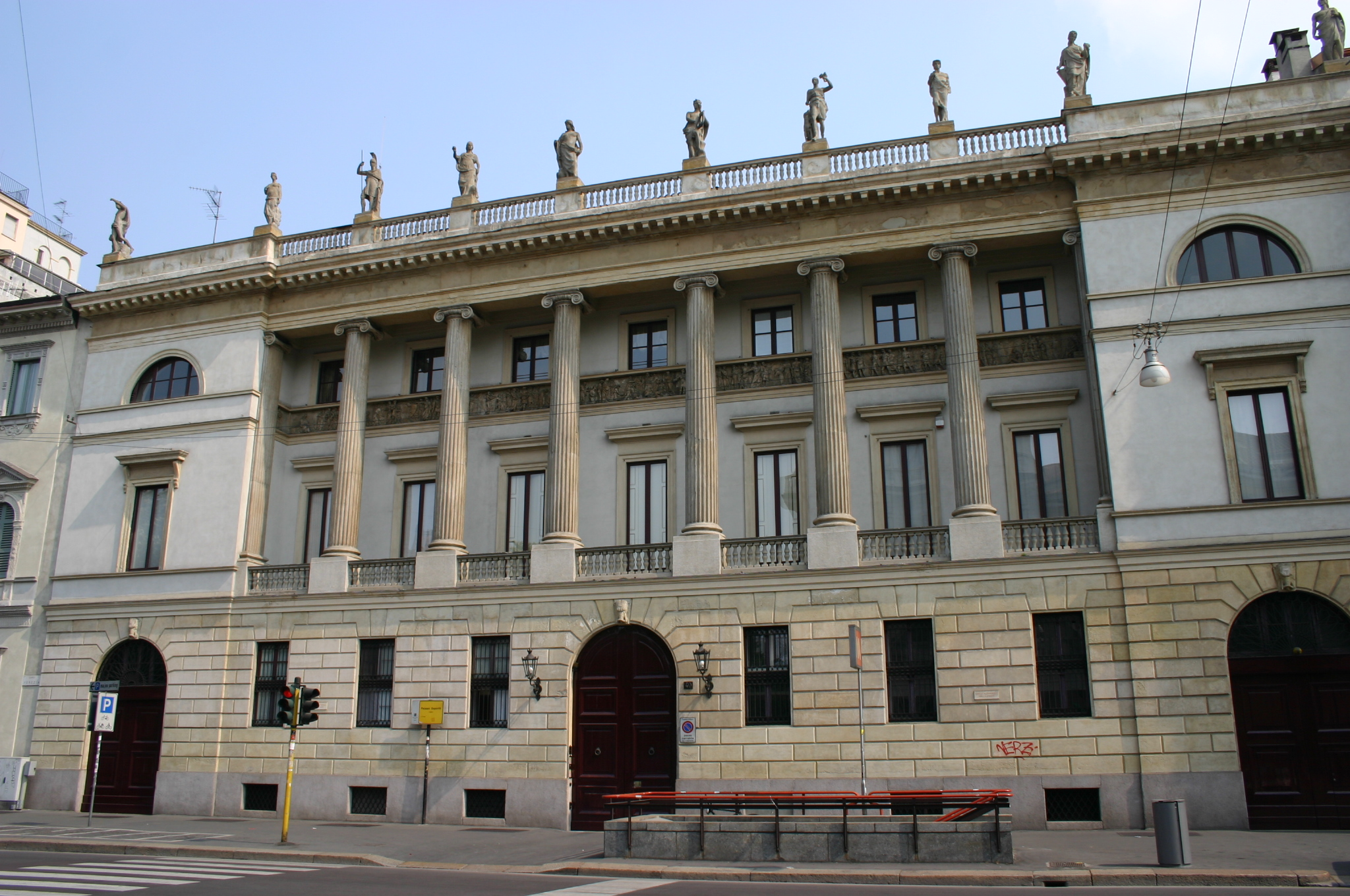
Kolossalordnung am Palazzo Saporiti in Mailand

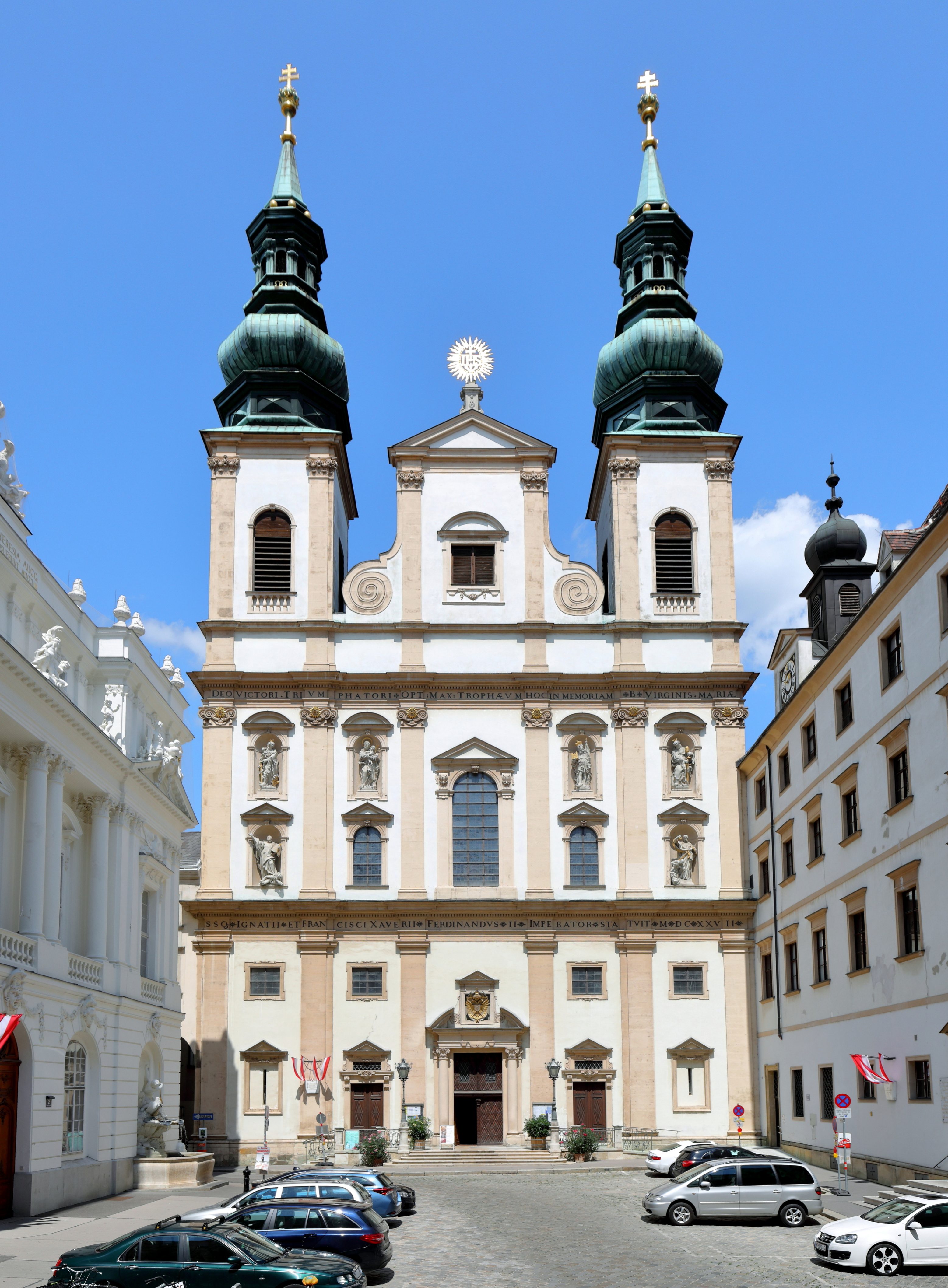
Superposition an der Jesuitenkirche (Wien); Pilaster von unten nach oben mit dorischen, ionischen und korinthischen Kapitellen (barock abgewandelt)

Die Kolossalordnung (auch Große Ordnung) ist ein Begriff aus der Architektur. Er besagt, dass an einem Gebäude eine Ordnung, nämlich eine Säulen-, Halbsäulen-, Pfeiler- oder Pilasterordnung zwei oder mehr Geschosse übergreift. Sie besteht somit immer aus vertikalen Baugliedern mit Basis und Kapitell.

## Geschichte und Verwendung
In der klassischen, aus der klassischen Antike abgeleiteten Architektur regiert üblicherweise eine Ordnung nur ein Geschoss. Hat ein Bauwerk mehrere Geschosse, werden mehrere Ordnungen geschossweise übereinandergestellt, in der Reihenfolge dorisch, ionisch, korinthisch (wie zum Beispiel in Innenhof des Palazzo Farnese in Rom), so nennt man diese Ordnung Superposition. Doch sind bereits in der spätrömischen Baukunst Vorstufen der Kolossalordnung zu finden. In der Neuzeit wird die Kolossalordnung, hauptsächlich von Michelangelo und Palladio entwickelt, zu einem wichtigen Element der Fassadengestaltung, zunächst vor allem in der italienischen Renaissance: die einer Fassade vorgesetzten Säulen ziehen sich über mehrere Geschosse und tragen ein meist wuchtiges Kranzgesims. Ein frühes, bedeutendes Beispiel ist Michelangelos Konservatorenpalast auf dem Kapitol in Rom. In der durch Renaissance und Barock geprägten Palastarchitektur begegnet häufig die Kolossalordnung oberhalb einer podiumsartigen Erdgeschosszone (Ostfassade des Louvre in Paris, Ehrenhoffassade der Würzburger Residenz, Buckingham Palace, London).
Verwendet wurde die Kolossalordnung in allen Architekturepochen und Stilrichtungen, die sich auf die antike Baukunst beziehen: Renaissance, Palladianismus, Barock und Rokoko, Klassizismus um 1800, Bauten in klassischen Formen im Historismus des 19. Jahrhunderts, Neoklassizismus des 20. Jahrhunderts, in zitathafter Verwendung auch in der Postmoderne.